# Liste des longs métrages bosniens proposés à l'Oscar du meilleur film international
Cet article présente la liste des longs métrages bosniens proposés à l'Oscar du meilleur film international.

## Films proposés par la Bosnie-Herzégovine
| Année (cérémonie) | Titre français                    | Titre original                  | Langue(s)                                          | Réalisateur           | Résultat         |
| ----------------- | --------------------------------- | ------------------------------- | -------------------------------------------------- | --------------------- | ---------------- |
| 1994 (67e)        | L'Âge ingrat (gl)                 | Magareće godine                 | bosnien, serbo-croate                              | Nenad Dizdarević (bs) | Non nommé        |
| 2002 (74e)        | No Man's Land                     | Ničija zemlja                   | bosnien, serbo-croate, anglais, français, allemand | Danis Tanović         | Remporte l'Oscar |
| 2003 (76e)        | Au feu !                          | Gori vatra                      | bosnien, serbe, anglais                            | Pjer Žalica (bs)      | Non nommé        |
| 2004 (77e)        | Kod amidže Idriza (bs)            | Kod amidže Idriza (bs)          | bosnien                                            | Pjer Žalica (bs)      | Non nommé        |
| 2005 (78e)        | Sasvim lično (gl)                 | Sasvim lično (gl)               | serbe, anglais, bosnien                            | Nedžad Begović        | Non nommé        |
| 2006 (79e)        | Sarajevo, mon amour               | Grbavica                        | bosnien                                            | Jasmila Žbanić        | Non nommé        |
| 2007 (80e)        | C'est dur d'être honnête (bs)     | Teško je biti fin               | bosnien                                            | Srđan Vuletić (bs)    | Non nommé        |
| 2008 (81e)        | Premières Neiges                  | Snijeg                          | bosnien                                            | Aida Begić            | Non nommé        |
| 2009 (82e)        | Čuvari noći (gl)                  | Čuvari noći (gl)                | bosnien                                            | Namik Kabil           | Non nommé        |
| 2010 (83e)        | Cirkus Columbia                   | Cirkus Columbia                 | bosnien, anglais                                   | Danis Tanović         | Non nommé        |
| 2011 (84e)        | Belvedere (gl)                    | Belvedere (gl)                  | bosnien                                            | Ahmed Imamović (sr)   | Non nommé        |
| 2012 (85e)        | Djeca, enfants de Sarajevo        | Djeca                           | bosnien                                            | Aida Begić            | Non nommé        |
| 2013 (86e)        | La Femme du ferrailleur           | Epizoda u životu berača željeza | bosnien, romani                                    | Danis Tanović         | Préselectionné   |
| 2014 (87e)        | Sa mamom (gl)                     | Sa mamom (gl)                   | bosnien                                            | Faruk Lončarević (bs) | Non nommé        |
| 2015 (88e)        | Naša svakodnevna priča            | Naša svakodnevna priča          | bosnien                                            | Ines Tanović (bs)     | Non nommé        |
| 2016 (89e)        | Mort à Sarajevo                   | Smrt u Sarajevu                 | bosnien, français                                  | Danis Tanović         | Non nommé        |
| 2017 (90e)        | Les hommes, ça ne pleure pas (bs) | Muškarci ne plaču               | bosnien                                            | Alen Drljević         | Non nommé        |
| 2018 (91e)        | Beni Bırakma (gl)                 | Ne ostavljaj me                 | arabe, turc                                        | Aida Begić            | Non nommé        |
| 2019 (92e)        | Sin (bs)                          | Sin (bs)                        | bosnien                                            | Ines Tanović (bs)     | Non nommé        |
| 2020 (93e)        | La Voix d'Aïda                    | Quo vadis, Aida ?               | bosnien, néerlandais, anglais, serbe               | Jasmila Žbanić        | Nomination       |
| 2021 (94e)        | Tabija (gl)                       | Tabija (gl)                     | bosnien, anglais                                   | Igor Drljaca (en)     | Non nommé        |
| 2022 (95e)        | Balada (bs)                       | Balada (bs)                     | bosnien                                            | Aida Begić            | Non nommé        |
| 2023 (96e)        | Ekskurzija (es)                   | Ekskurzija (es)                 | bosnien                                            | Una Gunjak (es)       | Non nommé        |